# ニヤーヤ学派
ニヤーヤ学派（ニヤーヤがくは、梵: न्यायदर्शनम्、Naiyāyika）は、インド哲学のうち、アースティカに分類される学派のひとつで、認識論・論理学を専門とした。インド論理学として代表的なものであり、論理の追求による解脱を目指す。現代では六派哲学の1つに数えられる。
ニヤーヤとは、サンスクリットで理論（あるいは論理的考察）を意味する。
開祖はアクシャパーダ・ガウタマ(Akṣapāda Gautama)。グプタ朝時代、すなわち4世紀から5世紀の間までには学派として成立したと考えられている。中観派の開祖ナーガルジュナと激しい議論を行い、緻密な演繹論理学体系を作り上げた。ヴァイシェーシカ学派の流れを汲んで成ったものの、時代が下ると逆にヴァイシェーシカ派を併呑した。13世紀にはナヴィヤ・ニヤーヤ学派に発展した（後述）。
ガウタマが著したとされる『ニヤーヤ・スートラ』（『正理経』）を根本テキストとする。14世紀前半の哲学者、ガンゲージャによって著された『タットヴァ・チンターマニ』へと根本テキストが移ったものは「ナヴィヤ・ニヤーヤ」（新ニヤーヤ学派、新論理学派）と呼ばれ、区別される。

## ニヤーヤ・スートラの概観

### 内容

『ニヤーヤ・スートラ』が提示する、四種の知識手段・認識手段（上から知覚、比定、推理、証言）

『ニヤーヤ・スートラ』は530程度の短いスートラ（定句）からなり五篇に分かれている。各篇はそれぞれ二課に分かれている。
第1篇第1課では、以下の16の項目（パダ・アルタ）を正しく知ることにより、解脱がなされるとする。
1. 認識手段（直接知覚・推論・類比・信頼すべき言葉）
2. 認識対象（アートマン・身体・感覚器官・感覚器官の対象[注釈 4]・認識・思考器官・活動[カルマ]・過失[煩悩]・輪廻・果報・苦・解脱）
3. 疑惑
4. 動機
5. 実例
6. 定説
7. 論証式を校正する5肢（主張提示・理由・根拠事例・当該問題への適用・結論）
8. 吟味
9. 確定
10. 論議（通常の討論）
11. 論諍（勝つために手段を選ばない討論）
12. 論結（相手の論難に終始する）
13. 議事理由
14. 詭弁
15. 誤った論難
16. 敗北の立場

第1篇は第1-14項目の、第5篇では第15-16項目の定義・解説を行う。この2つの篇は成立が最も古いものと考えられ、もとは1つにまとまっていたものだと考えられる。成立時期は不明であるが、ナーガールジュナの『ヴァイダルヤ論』（『広破論』）に言及があることから、成立は少なくともこれ以前であると考えられる。
第2篇では、「知覚」・「推理」・「比定」・「証言」という四種の認識手段（プラマーナ）について、これを確立する方法について考察される。この中で『ヴェーダ』は「証言」の1つであるとされ、妥当性の根拠を信頼に求める。なお、ヴァイシェーシカ派とディグナーガ（陳那）以降の仏教論理学者たちは、知識手段として知覚と推理のみを認め、比定と証言は推理の一種とみなした。
第3篇および第4篇では、12種類の認識対象、すなわち、
1. アートマン
2. 身体
3. 感覚器官
4. 感覚器官の対象
5. 認識
6. 思考器官
7. 活動（カルマ）
8. 過失
9. 再生
10. 果報
11. 苦
12. 解脱

が順次検討される。『ニヤーヤ・バーシャ』によれば、この12種類の認識対象は世界全体を網羅するものではなく、これらを認識すれば解脱に至ることができるような特別に選ばれたものである。唯物論的立場や無我の立場は否定され、アートマンの存在証明ともいうべきものがなされている。

### 主な後続文献
4-5世紀ごろのヴァーツヤーヤナの『ニヤーヤ・バーシャ』、6世紀後半のウッドョータカラの『ニヤーヤ・ヴァールッティカ』、9-10世紀ごろのヴァーチャスパティ・ミシュラの『ニヤーヤ・ヴァールッティカ・タートパリヤティーカー』、11世紀ごろのウダヤナの『パリシュッディ』の注解書四部作が文献の根本をなすほか、ジャヤンタ・バッタが著した『ニヤーヤ・マンジャリー』も注解書の一面を持つ。独立作品としての文献にはウダヤナの『ニヤーヤ・クスマーンジャリ』と『アートマ・タットヴァ・ヴィヴェーカ』がある。前者は神の存在証明を試みた著作であり、後者は仏教の無我説に対する批判である。その他、バーサルヴァジュニャの『ニヤーヤ・ブーシャナ』があり、これはシヴァ神の直見が解脱への最終階梯であるなど説いた有神論的色彩の強い異色の作品である。

## 思想
仏教論理学者が対象は観念の構築物であると考えるのに対し、ニヤーヤ学派では認識や言語は実在世界に即対応し、それをありのままに指示していると考える。
仏教論理学者にとって直接知覚が思惟の加わらない<無分別知>であるのに対し、ニヤーヤでは直接知覚は有分別でありうる。「白い牛」という認識において、「白」も「牛」も外界の実在であるとされるのである。推論に関して言えば、推論の結果が近くや<信頼できる言葉>と矛盾するならば、それは推論が誤りであるとされる。つまり、推論はただ論理的に正しければ良いのではなく、日常経験や宗教の伝統とできる限り矛盾しないことが重要視されるのである。一方、ヴェーダのような<信頼できる言葉>を無条件に許容したわけでもなく、言葉の信憑性は語り手の信頼性に依存すると考えた。しかし、ヴェーダは神の言葉であるという見解が定着するにつれ、ニヤーヤ学派においても結局はヴェーダの記述は正しいとされるようになった。
ニヤーヤ学派は、人間の生命活動・生存そのものが「苦」と示した上で、その「苦」からの解放・生死流転の遮断が「解脱」と捉えた。日本の仏教学者、桂紹隆は『インド人の論理学　問答法から帰納法へ』の中で、ニヤーヤ学派が「解脱」を「苦から解放」と規定している点において仏教やサーンキヤ学派との共通性が見られること、十六原理の真理の認識（ニヤーヤ学派）と十二縁起説の逆観（仏教）、二十五原理の考察（サーンキヤ学派）がそれぞれ対応することを指摘している。

## ヴェーダの宗教伝統における位置づけ
9世紀にカシミールで活躍したジャヤンタ・バッタは、彼の著作において『ヤージュニャヴァルキヤ法典』（6世紀頃成立）に著されている学処の十四分類（ヒエラルキー）を念頭においていたうえで、戯曲『聖典騒動』中の「聖典権威章」のなかで以下のように整理した。すなわち、
1. リグ・ヴェーダ（讃歌）
2. ヤジュル・ヴェーダ（祭詞）
3. サーマ・ヴェーダ（旋律）
4. アタルヴァ・ヴェーダ（呪詞）
5. スムリティ（マヌ等の法典類）
6. イティハーサ（叙事詩）・プラーナ（古譚）
7. ヴィヤーカラナ（文法学）
8. カルパ（典礼学）
  1. シュラウタ・スートラ
  2. グリヒヤ・スートラ
9. ジョーティシャ（天文学）
10. シクシャー（音声学）
11. チャンダス（韻律学）
12. ニルクタ（語源学）
13. ミーマーンサー（ヴェーダ解釈学）
  1. プールヴァ・ミーマーンサー
  2. ウッタラ・ミーマーンサー
14. ニヤーヤ（論理・討論、ヴァイシェーシカ含む）

であった。上記の通り、ジャヤンタは、ニヤーヤ学派はヴェーダの正統であり、論理の担い手として位置づけていた。だが、さかのぼること紀元前3世紀、マウリヤ朝の時代に書かれた『カウティリヤ実利論』（1・2・10）において「追察の学」（形而上学的思弁）の座を占めていたのはサーンキヤ派・順世派・ヨーガ派の三派であった。なお、ジャヤンタの活動した時代、サーンキヤ学派はすでにその最盛期を過ぎていたようである。